# Mír (loď, 1952)
Loď Mír byla šestá loď, kterou zařadil Dopravní podnik města Brna (DPMB) do provozu lodní dopravy na Brněnské přehradě. Zároveň šlo o poslední jednopalubovou loď, která byla na Brněnské přehradě zprovozněna. Mír byl v provozu mezi lety 1952 a 1992.

## Historie

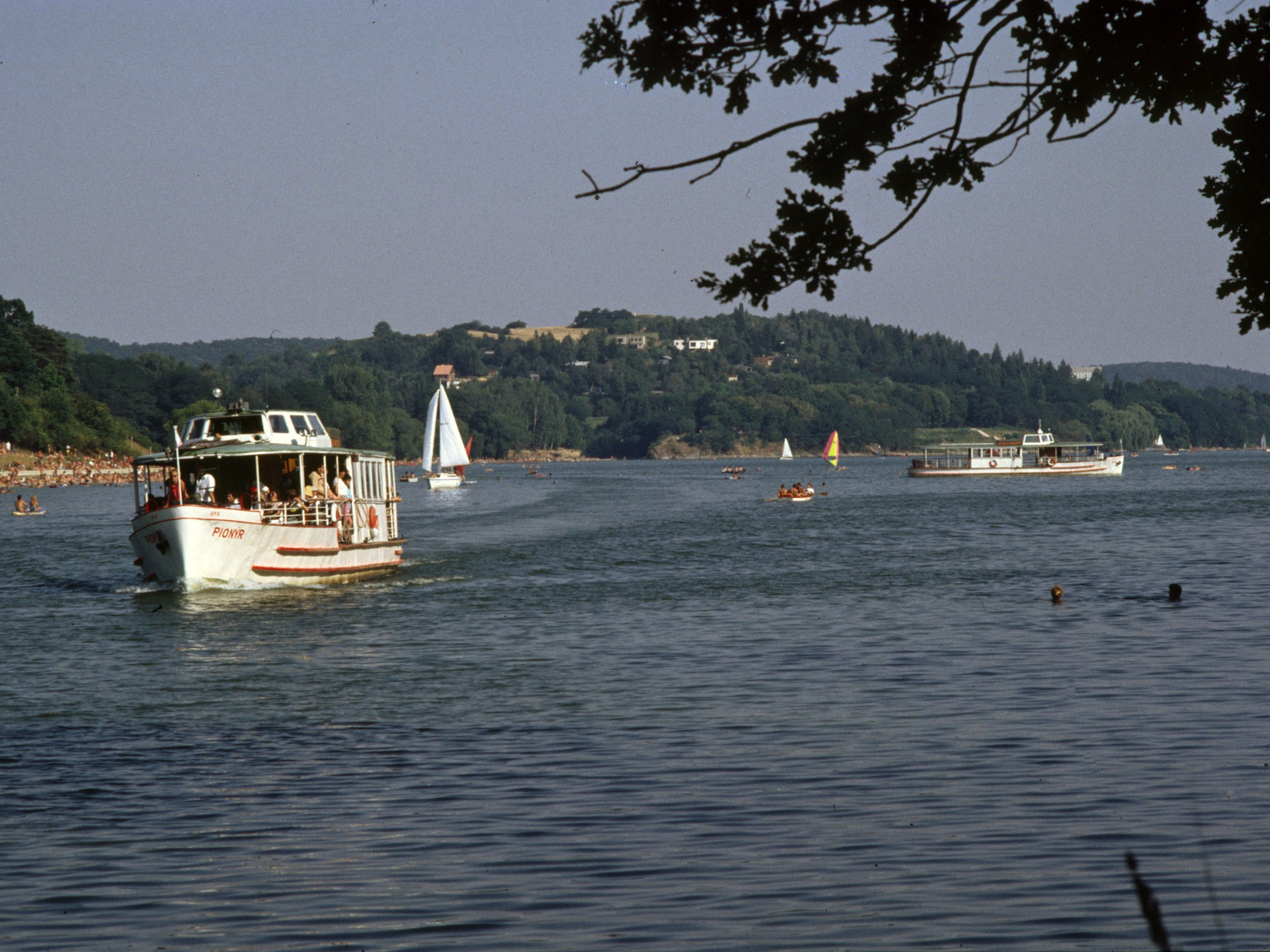
Lodě Pionýr a Mír (v pozadí) v provozu na Brněnské přehradě (1990)

DPMB obdržel povolení ke stavbě další lodi v září 1951, stavba plavidla probíhala v bystrcké loděnici Dopravního podniku od října 1951 do února 1952. Před stavbou bylo rozhodnuto, že se použijí plány předchozí lodě Pionýr, což výrazně urychlilo výstavbu. Mír byl slavnostně spuštěn na vodu v dubnu 1952 a byl neprodleně zařazen do pravidelné přepravy.
Loď spolehlivě sloužila až do roku 1992. Stejně jako její sesterská loď Pionýr, nebyl ani Mír nikdy rekonstruován a nevynechal ani jednu plavební sezónu. Na podzim 1992 bylo ovšem při vytahování lodi na břeh poškozeno neodbornou manipulací dno. Zpočátku to vypadalo, že rekonstrukci lodi nic nebrání v cestě, ale v napnutém rozpočtu dostala přednost stavba potřebné provozně-správní budovy. Mír pak byl vytažen z hangáru na volné prostranství v areálu lodní dopravy a tam postupně chátral. V roce 1997 byla dokonce loď přetažena zpět do hangáru a rekonstrukce začala, práce ale byly brzy přerušeny a plavidlo bylo opět přemístěno pod širé nebe. Po roce 2000 uvažoval DPMB o prodeji téměř nevyužívané salónní lodi Brno, přičemž získané finance by posloužily na opravu Míru. K tomuto kroku ovšem nikdy nedošlo.
Když se blížilo 60. výročí zahájení provozu lodní dopravy, uvolnil Dopravní podnik v roce 2005 částku potřebnou k rekonstrukci (1,9 milionu korun), ale Státní plavební správa shledala trup lodi nezpůsobilým k opravě, čímž bylo o osudu Míru rozhodnuto. Nástavba lodě byla rozebrána (některé drobné díly byly použity při rekonstrukci Brna), trup byl sešrotován.

## Konstrukce
Mír a Pionýr byly postaveny dle stejného projektu, tudíž obě plavidla lze zařadit do kategorie lodí střední velikosti (vzhledem k ostatním lodím, které DPMB kdy provozoval). Obsaditelnost Míru (200 osob) byla v roce 1974 legislativně snížena na 150 cestujících, přestože nedošlo k žádným technickým úpravám. Plavidlo bylo rozděleno na tři části: přední a zadní část byla otevřená, krytá střechou, střední vytvářela průchozí uzavřenou kajutu pro cestující. Kormidelna byla vyvýšena nad střechu, takže kapitán lodi měl dobrý výhled na všechny strany.
Konstrukčně vycházel Mír z Úderníku, některé konstrukce ale byly upraveny, zdokonaleny či zesíleny. Loď měla elektrickou výzbroj od společnosti Brown-Boveri, poháněna byla elektromotorem o maximálním výkonu 19 kW, který byl napájen olověnými akumulátory.
Stejně jako na Pionýru, byla i na Míru nahrazena plátěná svinovací střecha nad zadní otevřenou palubou střechou pevnou.